# Alexander von Middendorff
Pour les articles homonymes, voir Middendorf.
Alexander Theodor von Middendorff (en russe : Александр Фёдорович Миддендорф, Alexandre Fiodorovitch Middendorf), est un zoologiste et un explorateur allemand de la Baltique, sujet de l'Empire russe, né le 18 août 1815 à Saint-Pétersbourg et mort le 24 janvier 1894 dans son manoir d'Hellenorm (en) dans le district de Walk en Livonie (aujourd’hui en Estonie). 

## Biographie
Il obtient un titre de docteur en médecine à l’université de Dorpat en 1837. Il poursuit ses études à Berlin, Erlangen, Vienne et Breslau.
En 1839, il devient professeur assistant de zoologie à l'université de Kiev. Il prend alors part à l’expédition d’exploration de la péninsule de Kola conduite par Karl Ernst von Baer.
De 1843 à 1845, il explore la péninsule de Taïmyr en Sibérie, pour le compte de l’Académie impériale des sciences de Saint-Pétersbourg. Il publie le compte rendu de ses observations en quatre volumes sous le titre Reise in den äussersten Norden und Osten Sibiriens (1848-1875) et où il décrit les effets du pergélisol sur la faune et la flore. À 40 ans, il obtient un poste de secrétaire à l'Académie impériale des sciences de Saint-Pétersbourg en remerciement de ses explorations. Il prend sa retraite en 1860. C'est l'un des cofondateurs de la Société entomologique de Russie.
Il s’intéresse également à la migration des oiseaux en Russie dans son ouvrage Die Isepiptesen Russlands (1855).
La locustelle de Middendorff (en), le cap Middendorff (Groenland), l'ours kodiak Ursus arctos middendorffi, et la baie de Middendorff (péninsule de Taymyr) commémorent son nom.

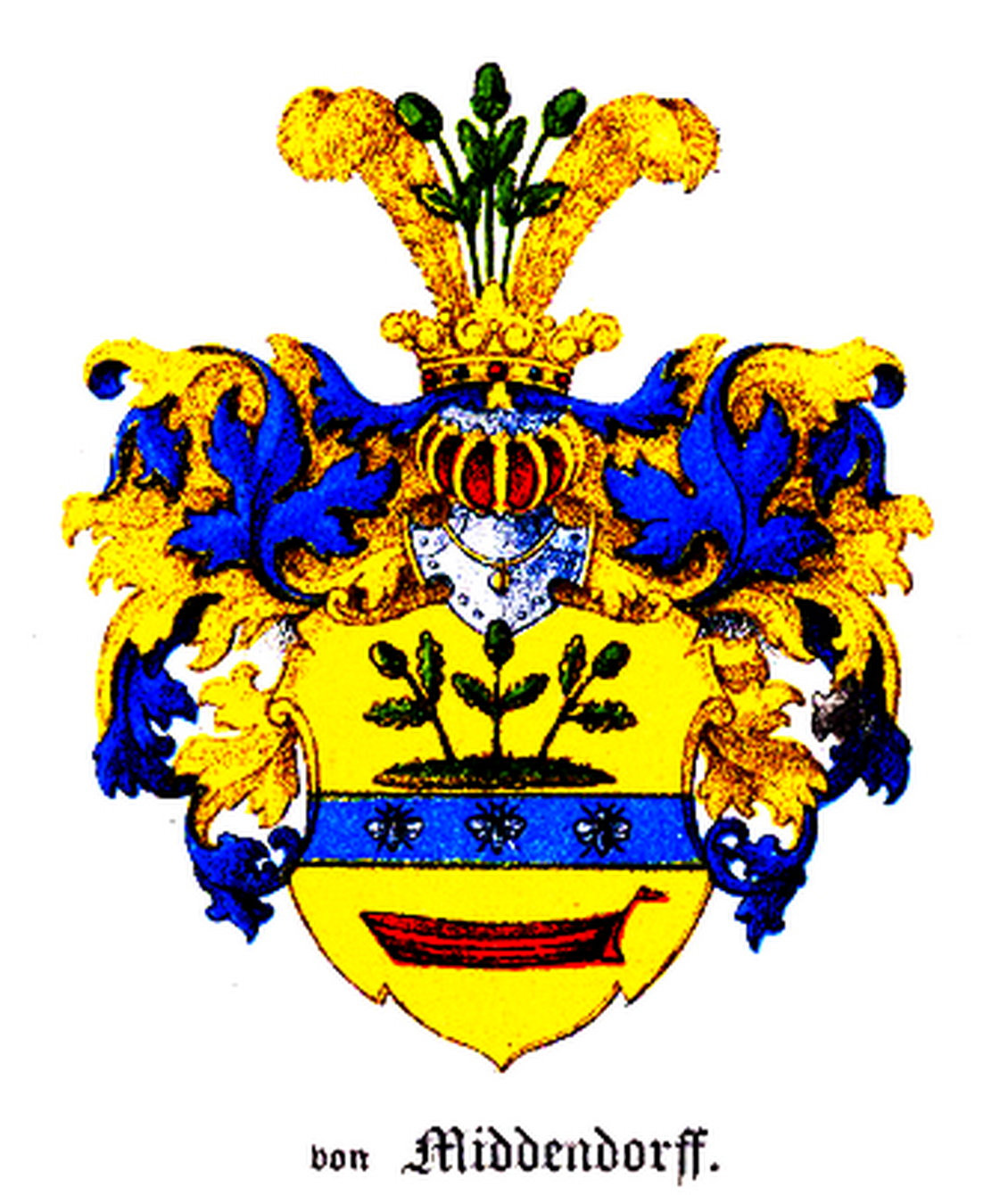
Blason de Middendorff

## Source
- (en) Edward S. Gruson (1972). Words for Birds. A Lexicon of North American Birds with Biographical Notes. Quadrangle Books (New York) : xiv + 305 p.

## Orientation bibliographique
- (en) E. Tammiksaar, I. Stone, "Alexander von Middendorff and his expedition to Siberia (1842-1845)", Polar Record 43 (226): 193-216 (2007)